# Trigonulina
Trigonulina is een geslacht van tweekleppigen uit de  familie van de Verticordiidae.

## Soorten
- Trigonulina novemcostata (A. Adams & Reeve, 1850)
- Trigonulina ornata d'Orbigny, 1842